# Estanatlehi
Estanatlehi var en skapargudinna i navajoindianernas mytologi.
Hon var en flicka som hittades av "den första kvinnan" och hade övernaturliga egenskaper. Hos navajofolket var Estanatlehi upphov till alla goda ting och en av de mest vördade gudomarna. Estanatlehi blev solens älskarinna och födde tvillingsönerna Nagenatzani och Thobadestchin. Genom att knåda nya människor i mjöl återskapade hon människorna efter att de nästan utplånats.